# リアル・ブロンド
『リアル・ブロンド』（原題：The Real Blonde）は、1997年に制作されたアメリカ合衆国のコメディ映画。芸能界の裏側を皮肉を込めてユーモラスに描いたコメディ映画。

## あらすじ
俳優のジョーは30代半ばを迎えてもなかなか芽が出ず、オーディションも不合格の連続で、ウェイターのアルバイトで何とか食いつないでいた。また、6年間つきあっているメイクアップ・アーティストのメアリーとの仲もあまりうまくいっていなかった。一方、ジョーの俳優仲間で金髪フェチのボブはテレビドラマの主演が決まり、一躍人気者になっていった。
ある日、ジョーはマドンナのミュージックビデオ出演の仕事を得るが、助監督にたてついて追い出されてしまった。その後、ジョーは映画のオーディション会場で以前マドンナのミュージックビデオ撮影現場で知り合ったティナと再会、張り切って迫真の演技を披露したジョーは見事に役を獲得、これをきっかけにメアリーとの関係も次第に良くなっていく。
一方、主演ドラマが人気を博して気を良くしたボブは共演者のケリーを口説くが、うまくいかずケリーにバカにされ、自信を失ってしまう。

## キャスト
- ジョー：マシュー・モディーン
- メアリー：キャサリン・キーナー
- ボブ：マックスウェル・コールフィールド
- サハラ：ブリジット・ウィルソン
- ティナ：エリザベス・バークレー
- ケリー：ダリル・ハンナ
- ディー・ディー・テイラー：キャスリーン・ターナー
- アーネスト：クリストファー・ロイド
- ブレア：マーロ・トーマス
- ダグ：デニス・リアリー
- ジー：デイヴ・シャペル
- デヴォン：ダニエル・フォン・バーゲン
- ニック：スティーヴ・ブシェミ
- バック・ヘンリー
- デヴィッド・ソーントン
- ビアトリス・ウィンデ